# Bouchemaine
Bouchemaine (prononcé /buʃmɛn/) est une commune française située dans le département de Maine-et-Loire, en région Pays de la Loire. Elle se trouve en périphérie sud-ouest d'Angers et fait partie de la communauté urbaine Angers Loire Métropole.
Elle est la réunion de trois villages, celui de Pruniers, le bourg de Bouchemaine et le village de la Pointe, et se trouve à la confluence entre le fleuve de la Loire et la rivière de la Maine, zone sujette à des crues en période hivernale, et dans le Val de Loire inscrit au Patrimoine mondial de l'Unesco.

## Géographie

### Localisation
Bouchemaine est accolée à Angers dans sa banlieue sud-ouest, à neuf kilomètres au sud-ouest de cette ville. Elle est composée de trois villages : Pruniers, Bouchemaine et La Pointe.

### Topographie et relief
D’une superficie de 1 981 hectares, une grande partie des terres forme un surplomb au-dessus de la Maine, atteignant par endroits plus d’une trentaine de mètres au-dessus de la rivière.
La commune est située à la confluence de la Maine qui se jette dans la Loire.

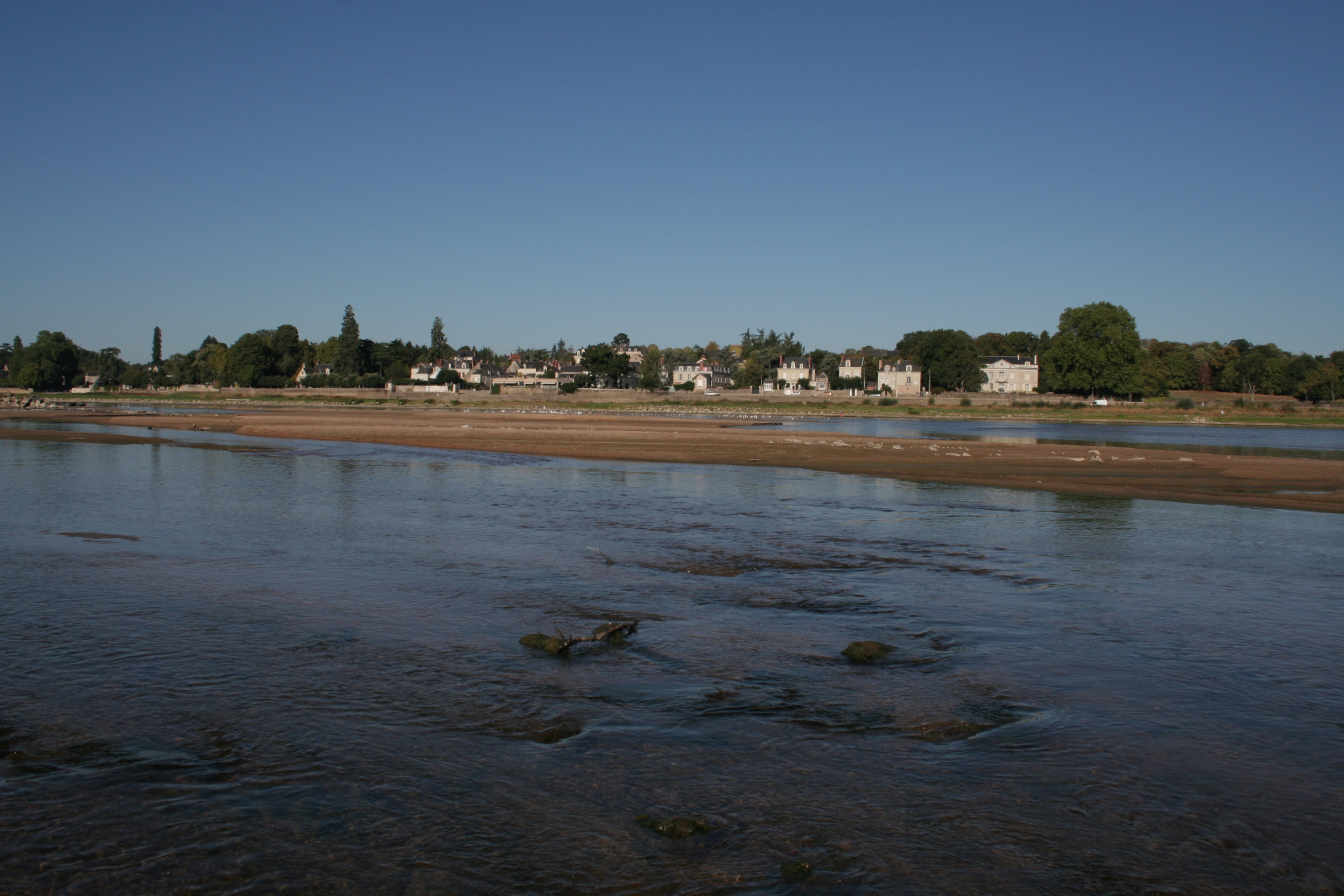
La Pointe, vue de la rive opposée de la Loire.
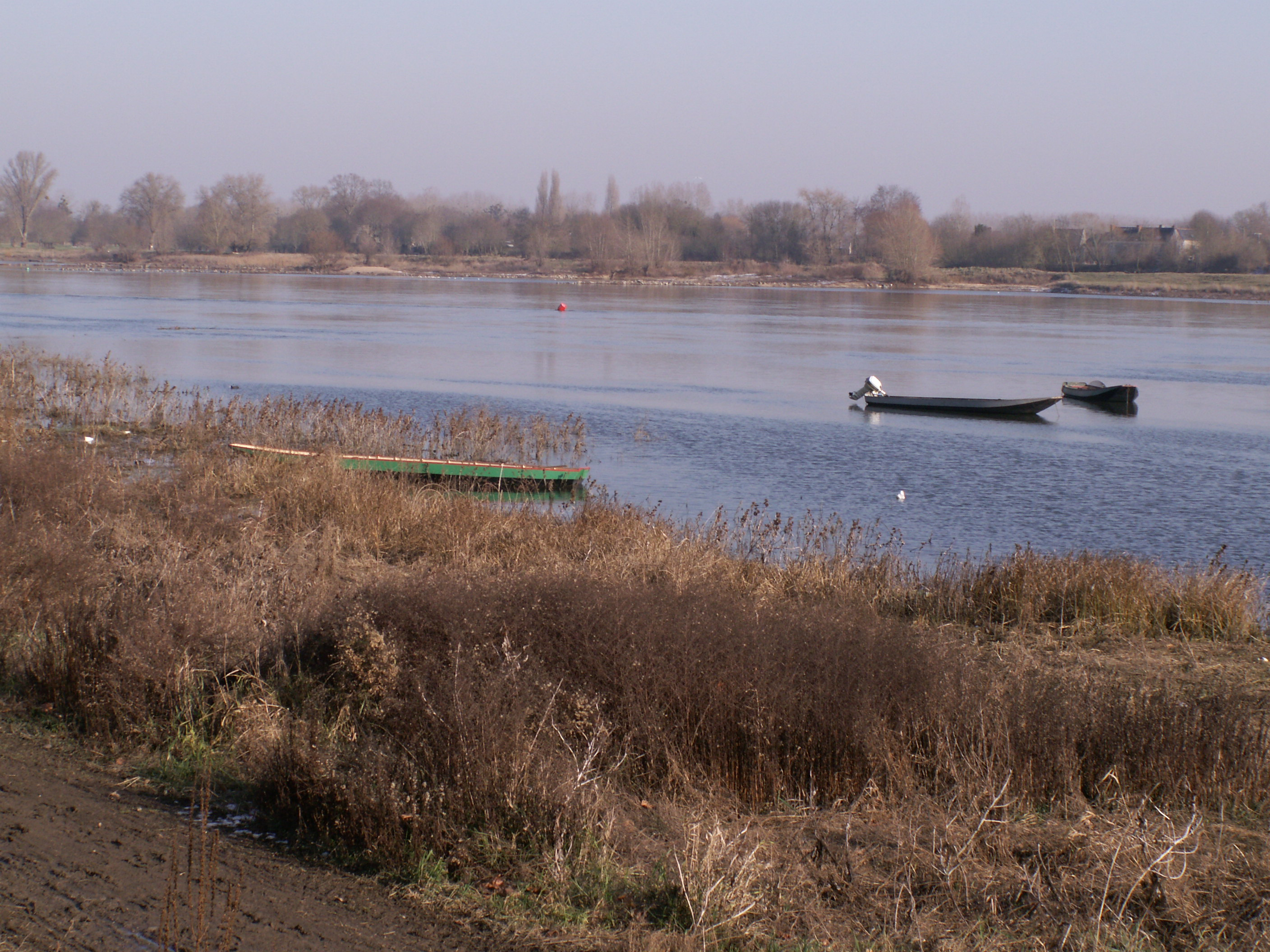
La Loire à La Pointe.
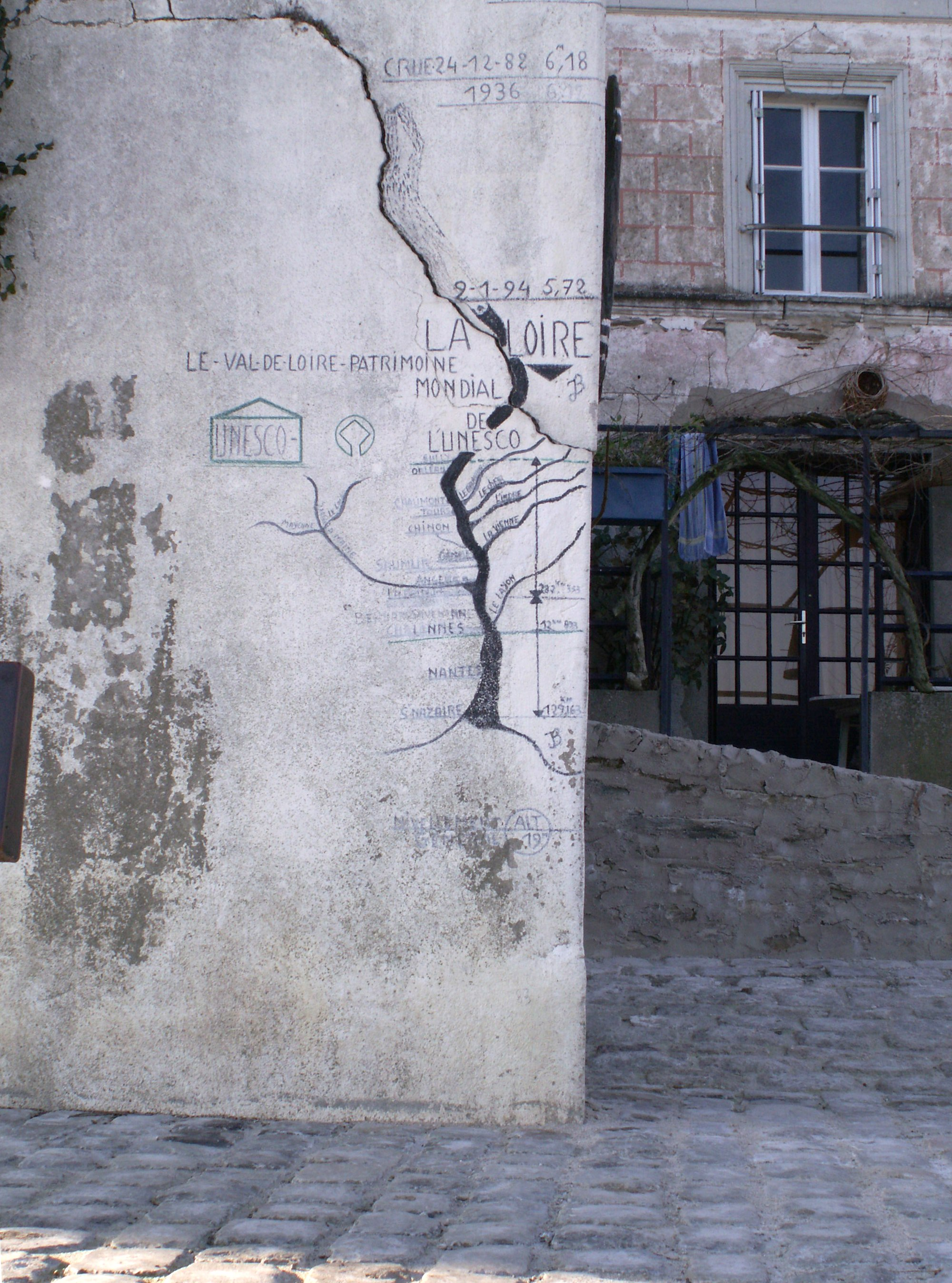
Échelle de crue à La Pointe.
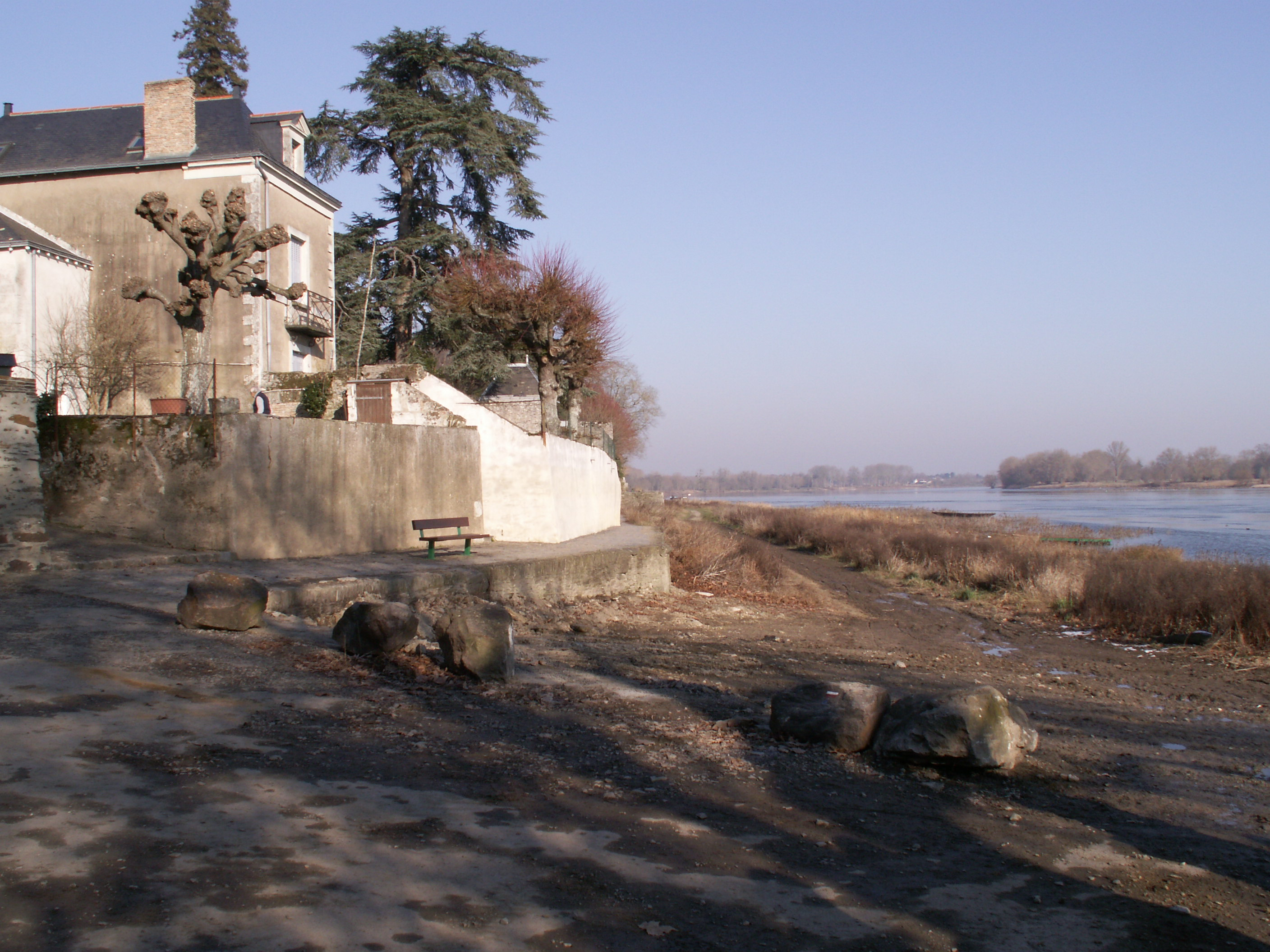
Maison à La Pointe.
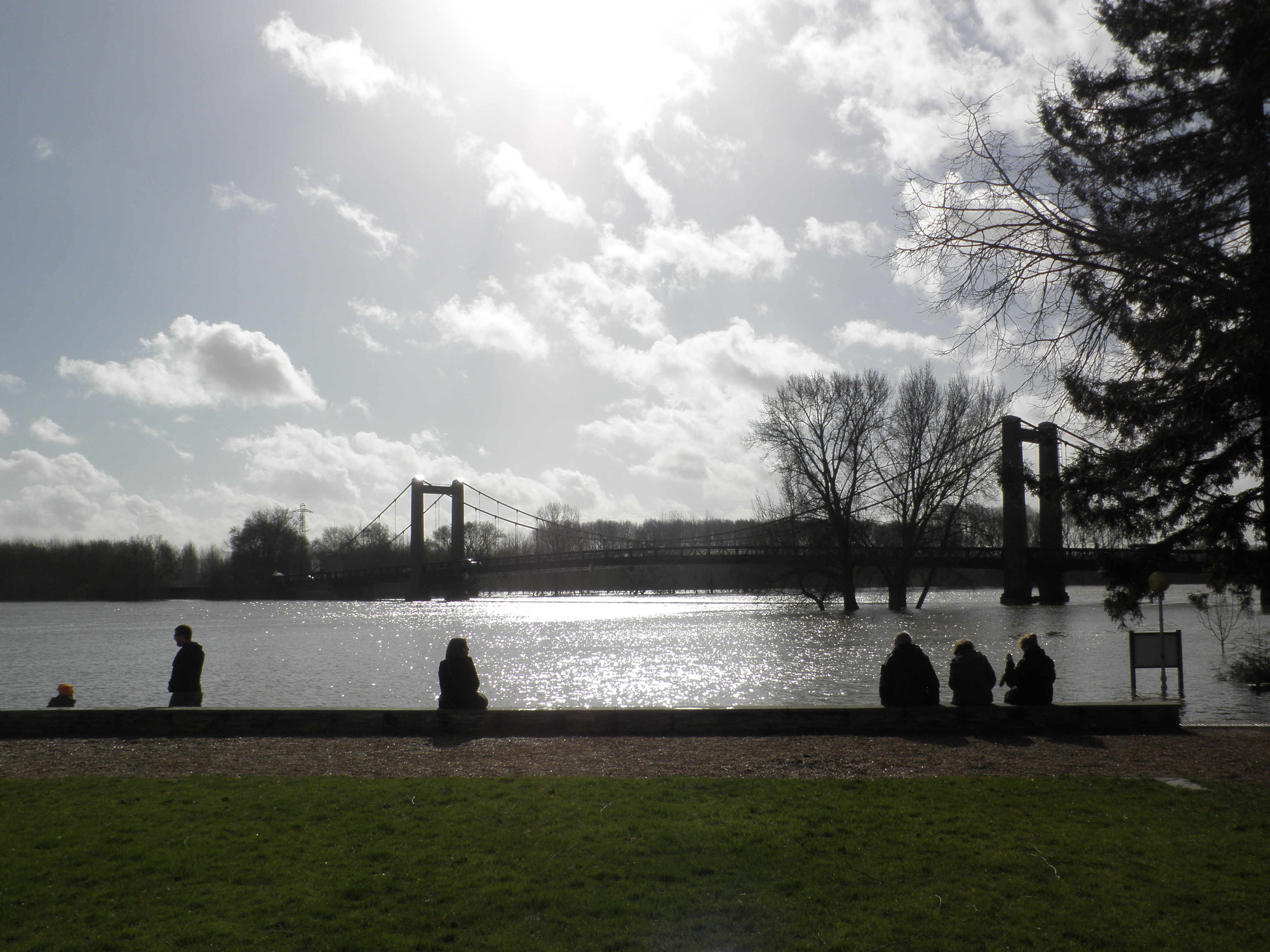
La Maine en crue vue depuis l'abbaye de Bouchemaine.
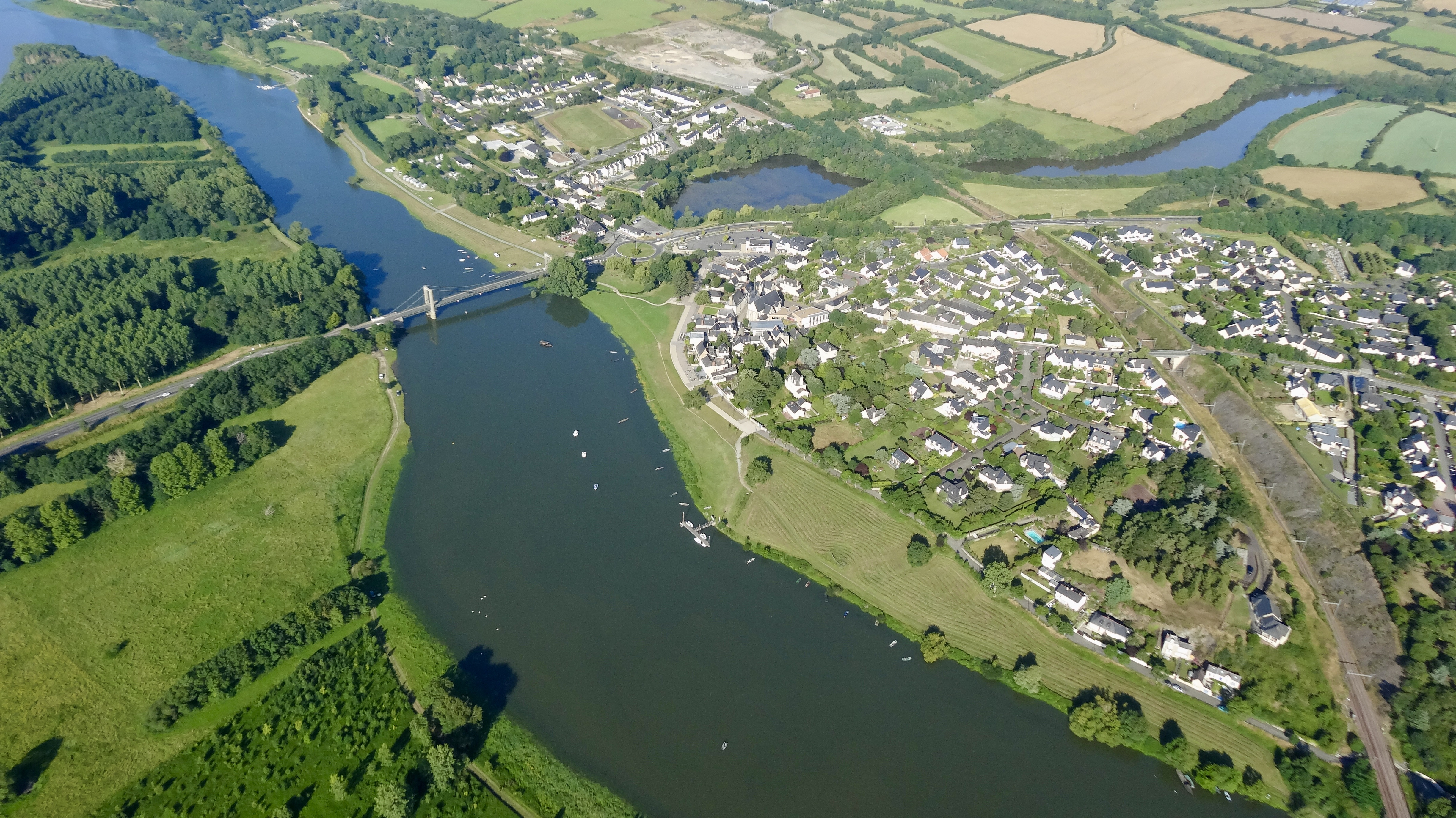
Vue aérienne du pont routier et du quai de la Noë.

### Voies de communication et transports
La ligne de bus 6 des transports en commun angevins permet de voyager du centre-ville d'Angers jusqu'à La Pointe.
Une gare dessert la commune.

### Climat
Pour des articles plus généraux, voir Climat des Pays de la Loire et Climat de Maine-et-Loire.
En 2010, le climat de la commune est de type climat océanique altéré, selon une étude du CNRS s'appuyant sur une série de données couvrant la période 1971-2000. En 2020, Météo-France publie une typologie des climats de la France métropolitaine dans laquelle la commune est exposée à un climat océanique et est dans la région climatique Moyenne vallée de la Loire, caractérisée par une bonne insolation (1 850 h/an) et un été peu pluvieux.
Pour la période 1971-2000, la température annuelle moyenne est de 12 °C, avec une amplitude thermique annuelle de 14,1 °C. Le cumul annuel moyen de précipitations est de 634 mm, avec 11,2 jours de précipitations en janvier et 5,9 jours en juillet. Pour la période 1991-2020, la température moyenne annuelle observée sur la station météorologique de Météo-France la plus proche, sur la commune de Beaucouzé à 6 km à vol d'oiseau, est de 12,6 °C et le cumul annuel moyen de précipitations est de 709,3 mm,. Pour l'avenir, les paramètres climatiques de la commune estimés pour 2050 selon différents scénarios d'émission de gaz à effet de serre sont consultables sur un site dédié publié par Météo-France en novembre 2022.
| Mois                                  | jan.             | fév.             | mars           | avril           | mai             | juin           | jui.           | août           | sep.           | oct.            | nov.          | déc.             | année      |
| ------------------------------------- | ---------------- | ---------------- | -------------- | --------------- | --------------- | -------------- | -------------- | -------------- | -------------- | --------------- | ------------- | ---------------- | ---------- |
| Température minimale moyenne (°C)     | 3,3              | 2,9              | 4,6            | 6,3             | 9,6             | 12,6           | 14,3           | 14,3           | 11,4           | 9,3             | 5,9           | 3,5              | 8,2        |
| Température moyenne (°C)              | 6                | 6,4              | 9              | 11,3            | 14,7            | 18,1           | 20             | 20,1           | 16,9           | 13,4            | 9,1           | 6,3              | 12,6       |
| Température maximale moyenne (°C)     | 8,8              | 9,9              | 13,3           | 16,4            | 19,9            | 23,5           | 25,8           | 25,9           | 22,4           | 17,4            | 12,3          | 9,2              | 17,1       |
| Record de froid (°C) date du record   | −15,4 17.01.1987 | −12,8 04.02.1963 | −10,6 01.03.05 | −3,4 12.04.1986 | −1,6 07.05.1957 | 2,3 12.06.1957 | 4,5 05.07.1965 | 5,1 05.08.1967 | 2,5 19.09.1952 | −3,2 29.10.1947 | −8 23.11.1956 | −13,4 29.12.1964 | −15,4 1987 |
| Record de chaleur (°C) date du record | 17,1 15.01.1975  | 21,2 15.02.1958  | 24,8 30.03.21  | 29,7 30.04.05   | 32,8 29.05.1947 | 40,1 18.06.22  | 40,7 18.07.22  | 38,7 07.08.20  | 35,7 14.09.20  | 30,5 02.10.23   | 22,2 08.11.15 | 19 07.12.00      | 40,7 2022  |
| Ensoleillement (h)                    | 684              | 977              | 1 423          | 1 796           | 205             | 2 242          | 2 353          | 2 253          | 1 917          | 1 209           | 841           | 708              | 18 451     |
| Précipitations (mm)                   | 69,9             | 54,4             | 52,8           | 54,7            | 59,4            | 48,7           | 45             | 48,2           | 56,5           | 71,9            | 72,9          | 74,9             | 709,3      |

## Urbanisme

### Typologie
Au 1er janvier 2024, Bouchemaine est catégorisée ceinture urbaine, selon la nouvelle grille communale de densité à sept niveaux définie par l'Insee en 2022.
Elle appartient à l'unité urbaine d'Angers, une agglomération intra-départementale regroupant douze  communes, dont elle est une commune de la banlieue,,. Par ailleurs la commune fait partie de l'aire d'attraction d'Angers, dont elle est une commune de la couronne,. Cette aire, qui regroupe 81 communes, est catégorisée dans les aires de 200 000 à moins de 700 000 habitants,.

### Occupation des sols
L'occupation des sols de la commune, telle qu'elle ressort de la base de données européenne d’occupation biophysique des sols Corine Land Cover (CLC), est marquée par l'importance des territoires agricoles (72,6 % en 2018), en diminution par rapport à 1990 (78,1 %). La répartition détaillée en 2018 est la suivante : 
zones agricoles hétérogènes (28,6 %), prairies (24,2 %), zones urbanisées (17,7 %), terres arables (17,7 %), forêts (4,7 %), eaux continentales (3,7 %), cultures permanentes (2,1 %), espaces verts artificialisés, non agricoles (1,4 %). L'évolution de l’occupation des sols de la commune et de ses infrastructures peut être observée sur les différentes représentations cartographiques du territoire : la carte de Cassini (XVIIIe siècle), la carte d'état-major (1820-1866) et les cartes ou photos aériennes de l'IGN pour la période actuelle (1950 à aujourd'hui).

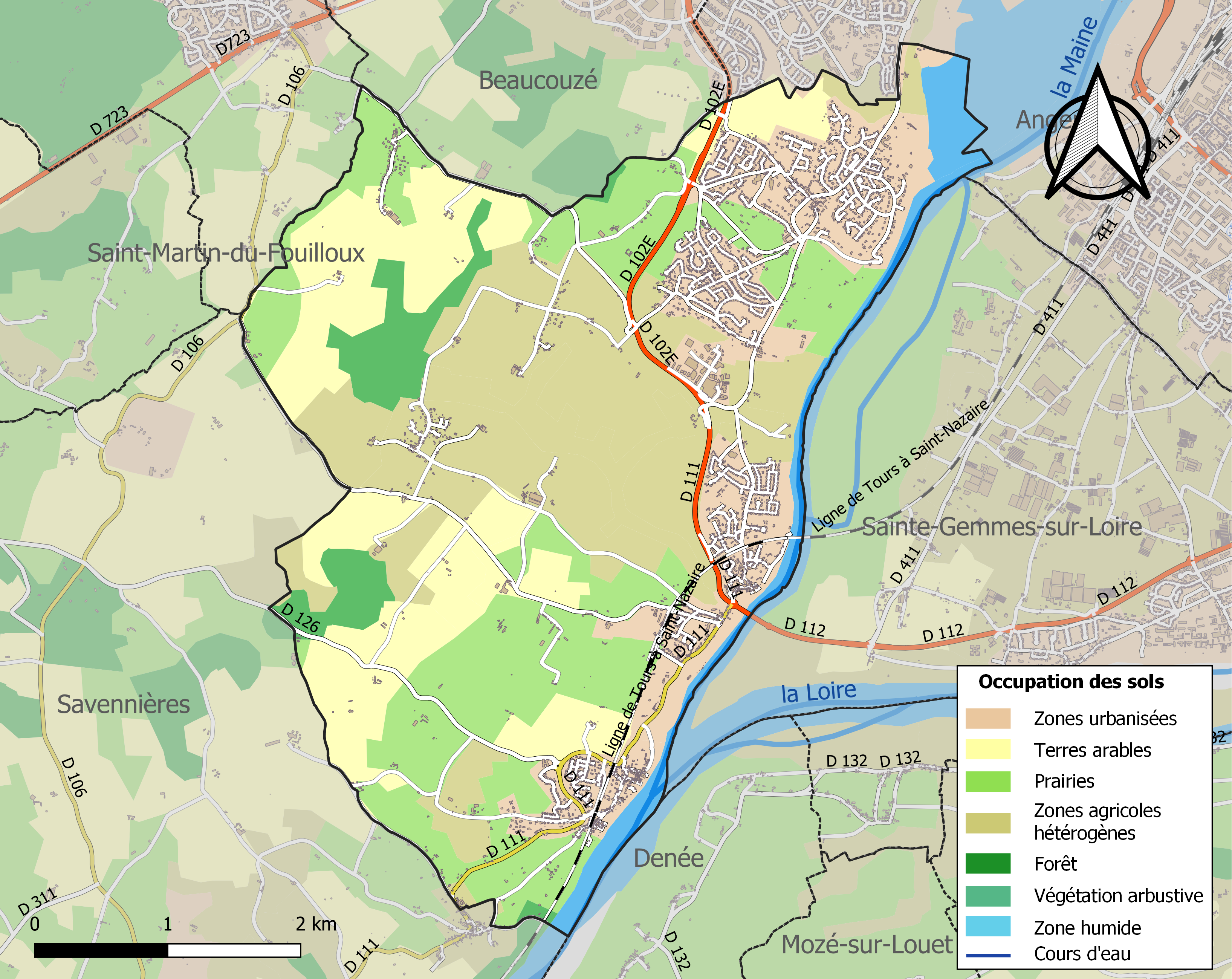
Carte des infrastructures et de l'occupation des sols de la commune en 2018 (CLC).

## Toponymie et héraldique

### Toponymie
La commune de Bouchemaine est née de deux paroisses, Saint-Aubin de Pruniers et de Saint-Symphorien de Bouchemaine.
Bouchemaine : Bucca Meduanae en 1009-1060, paroisse de Saint-Symphorien de Bouchemaine, Bouchemaine en 1793 et 1801.
Comme son nom l'indique « c'est la bouche de la Maine », c'est l'endroit où la Maine se jetait, jadis, dans la Loire.
Pruniers : Prunarius en 769, du latin prunus (prunier), paroisse de Saint-Aubin de Pruniers, puis Pruniers.
Ses habitants sont appelés les Bouchemainois.

### Héraldique
|  | Écartelé, au premier d'azur à trois fleurs de lis d'or, à la bordure cousue de gueules, au deuxième d'argent à deux fasces ondées d'azur, à la barque de gueules au mât croiseté du même, brochant sur le tout, au troisième contre-écartelé d'azur au rencontre de bouc d'or et d'argent à la rose tigée et feuillée de gueules, au quatrième de gueules au prunier d'or fruité du champ. |

## Histoire
La commune de Bouchemaine naît à la fin du XVIIIe siècle de la réunion de Pruniers et de Bouchemaine,, celle de Pruniers ayant été absorbée par Bouchemaine,. Dès lors, la commune se compose de trois villages : Pruniers, La Pointe et Bouchemaine.
En 1790, Bouchemaine est désigné comme chef-lieu de canton. En 1792, les limites de la commune de Bouchemaine sont fixées pour réunir les paroisses de Saint-Symphorien de Bouchemaine, Saint-Aubin de Pruniers et une partie de celle d'Epiré.
Le pont de chemin de fer de Pruniers est achevé en 1908. Deux ans plus tard c'est le tour du pont suspendu de Bouchemaine, reliant la ville à Saint-Gemmes-sur-Loire.
Pendant la Première Guerre mondiale, 58 habitants perdent la vie. Lors de la Seconde Guerre mondiale, 6 habitants sont tués dont un résistant mort en déportation.
À la Libération, le 8 août 1944 les troupes alliées du général Patton franchissent la Maine en utilisant le Pont de Pruniers pour libérer Angers.

## Politique et administration

### Administration municipale
| Période                                  | Période                     | Identité                           | Étiquette    | Qualité |
| ---------------------------------------- | --------------------------- | ---------------------------------- | ------------ | --- |
| 1790                                     |                             | Poitevin                           |              | |
| 1792                                     |                             | J.-B. Coutelle                     |              | |
| an III                                   |                             | Poirier-Dulavoir                   |              | Agent municipal                                                                                            |
| 4 juillet 1800                           |                             | Michel-François Poirier-Dulavoir   |              | |
| 23 septembre 1803                        |                             | Pierre-Antoine Allard-Grandmaison  |              | |
| 1809                                     |                             | Jacques-Étienne Joubert            |              | |
| 1815                                     |                             | Thibaut Joubert                    |              | |
| 1819                                     |                             | Marie-Louis Constantin             |              | |
| 1826                                     |                             | Jean-Charles-René de Richeteau     |              | |
| 1830                                     |                             | Jacques-Auguste-Olivier Guinoiseau |              | |
| 1833                                     |                             | Perdreau                           |              | |
| 1834                                     |                             | Fourrier-Mame                      |              | |
| 1837                                     |                             | M.-L. Moreau-Fresneau              |              | |
| 1848                                     |                             | Camille Baranger                   |              | |
| 1868                                     |                             | Louis Baron-Fillion                |              | |
| 1881                                     |                             | Armand Lemarchand                  |              | |
| 1900                                     |                             | Charles Perrin                     |              | |
| 1904                                     |                             | Albert Follenfant                  |              | |
| 1912                                     |                             | Julien Griffaton                   |              | |
| 1939                                     |                             | Félix Fribault                     |              | |
| 1945                                     |                             | Joseph Perrin                      |              | |
| 1947                                     |                             | Yves Perrin                        |              | |
| avril 1951                               | mai 1953                    | M. Fribault                        |              | |
| mai 1953                                 | 1957 (démission)            | Raymond Denoual                    |              | |
| avril 1957                               | mars 1959                   | Yan Després                        |              | Ancien premier adjoint                                                                                     |
| mars 1959                                | mars 1971                   | René-Régis de Coniac               |              | Directeur de société                                                                                       |
| mars 1971                                | mars 1983                   | Raymond Denoual                    |              | |
| mars 1983                                | juin 1995                   | Gérard Poirier                     |              | Pharmacien                                                                                                 |
| juin 1995                                | janvier 1999 (démission)    | Christian Mettelet                 | Les Verts    | Ancien DRH de l'Ademe                                                                                      |
| janvier 1999                             | mars 2008                   | Catherine Deroche                  | DVD puis UMP | Médecin Sénatrice de Maine-et-Loire (2010 → 2023) Conseillère régionale des Pays de la Loire (2010 → 2021) |
| mars 2008                                | mars 2014                   | Anne-Sophie Hocquet-de-Lajartre    | PS           | Enseignante dans le supérieur                                                                              |
| mars 2014                                | En cours (au 20 juin 2023.) | Véronique Maillet,                 | UMP → LR     | Inspectrice des finances publiques 9e vice-présidente d'Angers Loire Métropole                             |
| Les données manquantes sont à compléter. |                             |                                    |              | |

### Tendances politiques et résultats
Élections municipales de 2008, des 9 et le 16 mars :
| Candidat                        | Parti | %       | Voix  |
| ------------------------------- | ----- | ------- | ----- |
| Anne-Sophie Hocquet De Lajartre | PS    | 41,80 % | 1 462 |
| Catherine Deroche               | UMP   | 38,99 % | 1 364 |
| Jean Denis                      | DVG   | 19,21 % | 672   |

Les Élections municipales de 2014 des 23 et le 30 mars :
| Candidat                        | Parti | %       | Voix  |
| ------------------------------- | ----- | ------- | ----- |
| Véronique Maillet               | UMP   | 45.61 % | 1 756 |
| Anne-Sophie Hocquet De Lajartre | PS    | 44.67 % | 1 720 |
| Philippe Lucas                  | SE    | 9.71 %  | 374   |

### Intercommunalité
La commune est intégrée à la communauté urbaine Angers Loire Métropole, elle-même membre du syndicat mixte Pôle métropolitain Loire Angers.

### Politique environnementale
La commune a obtenu deux fleurs au palmarès 2006 du concours des villes et villages fleuris.

## Jumelages
Bouchemaine est jumelée avec Lamego, au Portugal.

## Population et société

### Démographie

#### Évolution démographique
L'évolution du nombre d'habitants est connue à travers les recensements de la population effectués dans la commune depuis 1793. Pour les communes de moins de 10 000 habitants, une enquête de recensement portant sur toute la population est réalisée tous les cinq ans, les populations de référence des années intermédiaires étant quant à elles estimées par interpolation ou extrapolation. Pour la commune, le premier recensement exhaustif entrant dans le cadre du nouveau dispositif a été réalisé en 2007.

En 2022, la commune comptait 6 635 habitants, en évolution de −1,1 % par rapport à 2016 (Maine-et-Loire : +2,12 %, France hors Mayotte : +2,11 %).
| 1793 | 1800  | 1806  | 1821  | 1831  | 1836  | 1841  | 1846  | 1851  |
| ---- | ----- | ----- | ----- | ----- | ----- | ----- | ----- | ----- |
| 830  | 1 151 | 1 235 | 1 319 | 1 333 | 1 229 | 1 220 | 1 307 | 1 386 |

| 1856  | 1861  | 1866  | 1872  | 1876  | 1881  | 1886  | 1891  | 1896  |
| ----- | ----- | ----- | ----- | ----- | ----- | ----- | ----- | ----- |
| 1 226 | 1 197 | 1 166 | 1 159 | 1 225 | 1 141 | 1 196 | 1 216 | 1 128 |

| 1901  | 1906  | 1911  | 1921  | 1926  | 1931  | 1936  | 1946  | 1954  |
| ----- | ----- | ----- | ----- | ----- | ----- | ----- | ----- | ----- |
| 1 201 | 1 209 | 1 282 | 1 182 | 1 150 | 1 155 | 1 147 | 1 266 | 1 328 |

| 1962  | 1968  | 1975  | 1982  | 1990  | 1999  | 2006  | 2007  | 2012  |
| ----- | ----- | ----- | ----- | ----- | ----- | ----- | ----- | ----- |
| 1 282 | 1 685 | 3 223 | 5 014 | 5 799 | 6 153 | 5 918 | 5 886 | 6 459 |

| 2017  | 2022  | - | - | - | - | - | - | - |
| ----- | ----- | - | - | - | - | - | - | - |
| 6 774 | 6 635 | - | - | - | - | - | - | - |

#### Pyramide des âges
En 2018, le taux de personnes d'un âge inférieur à 30 ans s'élève à 30,7 %, soit en dessous de la moyenne départementale (37,2 %). À l'inverse, le taux de personnes d'âge supérieur à 60 ans est de 32,2 % la même année, alors qu'il est de 25,6 % au niveau départemental.
En 2018, la commune comptait 3 323 hommes pour 3 473 femmes, soit un taux de 51,1 % de femmes, légèrement inférieur au taux départemental (51,37 %).
Les pyramides des âges de la commune et du département s'établissent comme suit.
| Hommes | Classe d’âge | Femmes |
| ------ | ------------ | ------ |
| 1,1    | 90 ou +      | 2,6    |
| 7,4    | 75-89 ans    | 8,9    |
| 22,3   | 60-74 ans    | 22,1   |
| 21,9   | 45-59 ans    | 21,2   |
| 15,1   | 30-44 ans    | 16,0   |
| 13,4   | 15-29 ans    | 13,0   |
| 18,9   | 0-14 ans     | 16,2   |

| Hommes | Classe d’âge | Femmes |
| ------ | ------------ | ------ |
| 0,9    | 90 ou +      | 2,1    |
| 7      | 75-89 ans    | 9,5    |
| 16,2   | 60-74 ans    | 16,9   |
| 19,4   | 45-59 ans    | 18,7   |
| 18,2   | 30-44 ans    | 17,5   |
| 18,8   | 15-29 ans    | 17,6   |
| 19,5   | 0-14 ans     | 17,6   |

### Enseignement
Les établissements éducatifs de la commune relèvent de l'académie de Nantes, dans la zone B du calendrier scolaire .
La commune comporte trois écoles d'enseignements primaires : l'école publique Le Château, l'école publique Le Petit Vivier située à Pruniers et l'école privée Notre-Dame.
L'école de musique de la ville a rejoint depuis 2010 le syndicat intercommunal de l'école de musique des Ponts-de-Cé et Trélazé.

### Sport
Activités sportives pratiquées sur la commune :
- Activités nautiques, club nautique de Bouchemaine[38] ;
- Football, ES Bouchemaine Football Club[39] ;
- Tennis, BTC (Bouchemaine tennis club)[40].

### Manifestations culturelles et festivités
La commune accueille tous les ans depuis 2010 le festival Bouche à Oreille, festival de jazz en ballade. La 6e édition se déroule durant le week-end de la Pentecôte, en mai, avec une trentaine de concerts au programme,. L'édition suivante est programmée du 13 au 16 mai 2016, à La Pointe, où 10 000 spectateurs sont attendus.

## Économie

### Généralités
Sur 354 établissements présents sur la commune à fin 2010, 6 % relèvent du secteur de l'agriculture (pour une moyenne de 17 % sur le département), 5 % du secteur de l'industrie, 9 % du secteur de la construction, 63 % de celui du commerce et des services et 17 % du secteur de l'administration et de la santé. Cinq ans plus tard, en 2015, sur les 444 établissements présents, 4 % relèvent du secteur de l'agriculture (pour une moyenne de 11 % sur le département), 5 % du secteur de l'industrie, 9 % de celui de la construction, 61 % du secteur du commerce et des services et 20 % de celui de l'administration et de la santé.

### Revenus de la population et fiscalité
En 2010, le revenu fiscal médian par ménage est de 41 397 €, ce qui place Bouchemaine au 1 881e rang parmi les 31 525 communes de plus de 39 ménages en métropole et au second rang du département de Maine-et-Loire, derrière la commune de Saint-Melaine-sur-Aubance (42 284 €).

## Culture locale et patrimoine

### Lieux et monuments
La commune de Bouchemaine comporte plusieurs édifices recensés aux Monuments historiques :
- Château du Petit-Serrant et ses communs, du XVIIIe siècle, édifice inscrit aux Monuments historiques[47] ;
- Église Saint-Symphorien, des XIe, XIIe, XIIIe, XVe et XIXe siècles[48], édifice inscrit aux Monuments historiques[49] ;
- Manoir de Louzil, des XVe et XVIIIe siècles, édifice inscrit aux Monuments historiques[50].

Autres lieux :
- Château Le Fresnes, érigé à partir de 1865, ancienne propriété de René Gasnier, pionnier de l'aviation en France.
- Pont de Pruniers, construit en 1908, permettait le passage d'une ligne de chemin de fer secondaire du réseau départemental du Petit Anjou d'Angers à Candé ;
- Réserve naturelle régionale de Basses-Brosses et Chevalleries ;
- Église Saint-Aubin de Pruniers.

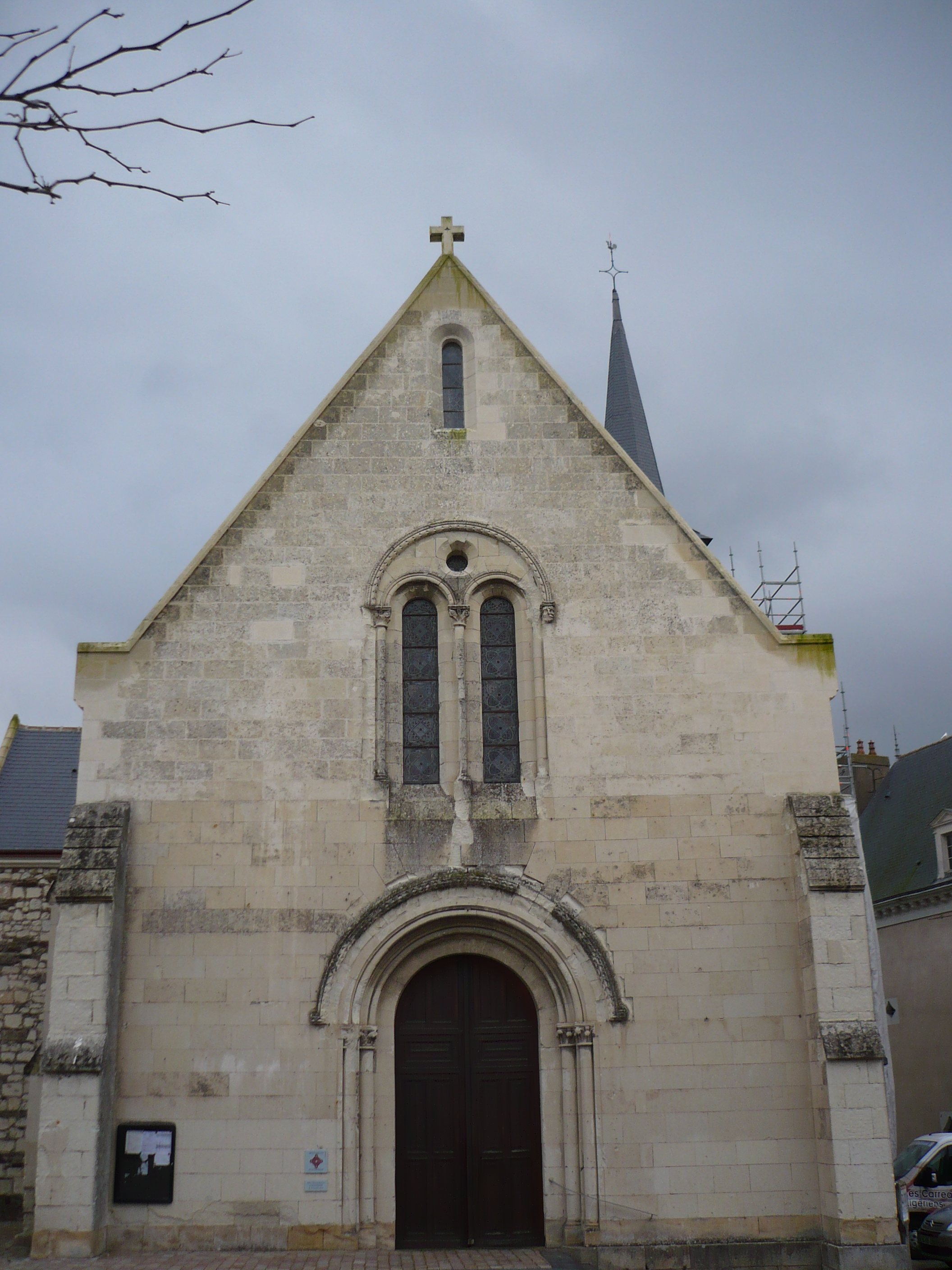
Église Saint-Symphorien.
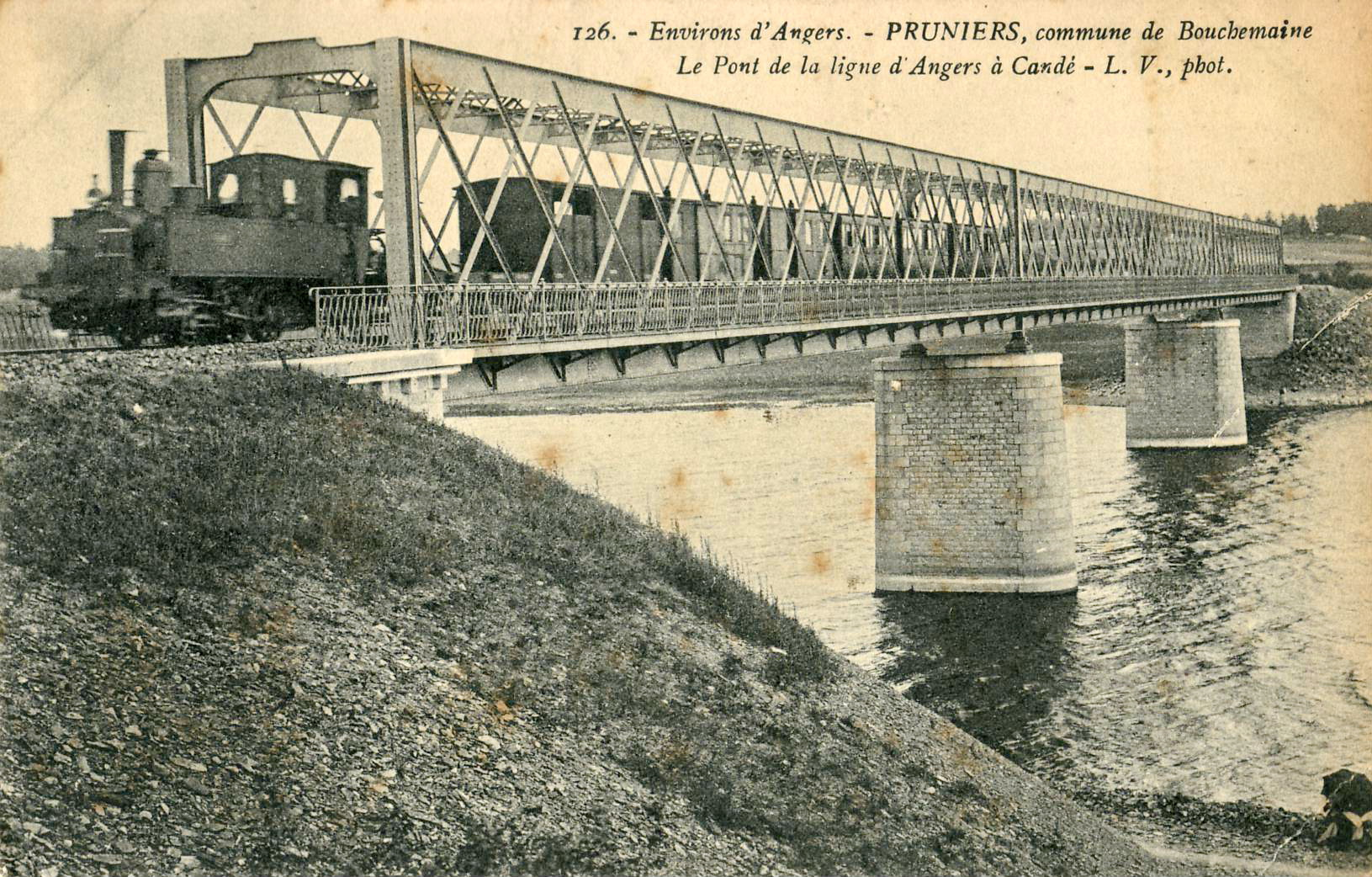
Le pont de Pruniers, construit en 1908, ancienne voie de chemin de fer du Petit Anjou.
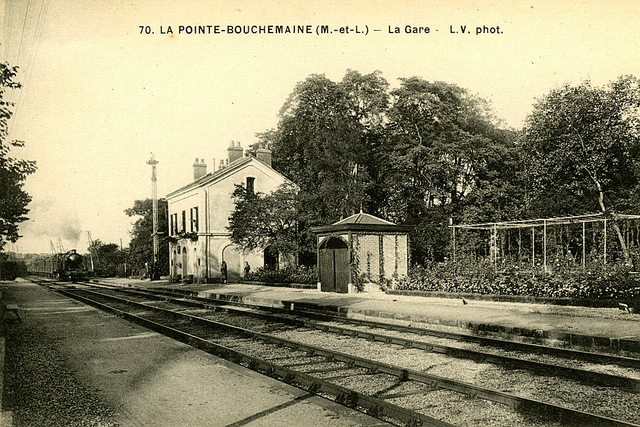
Gare de La Pointe - Bouchemaine.
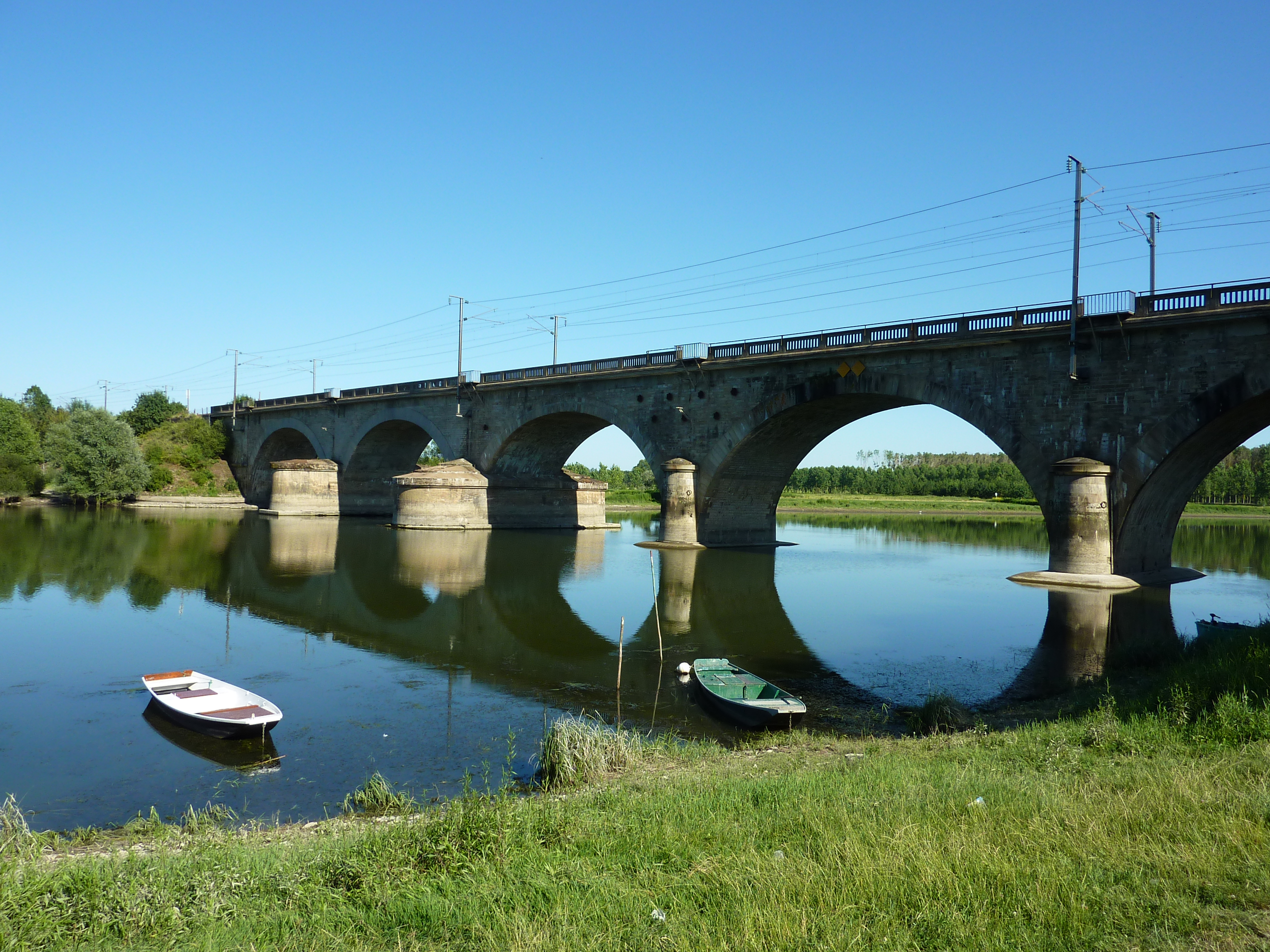
Pont ferroviaire de Bouchemaine.
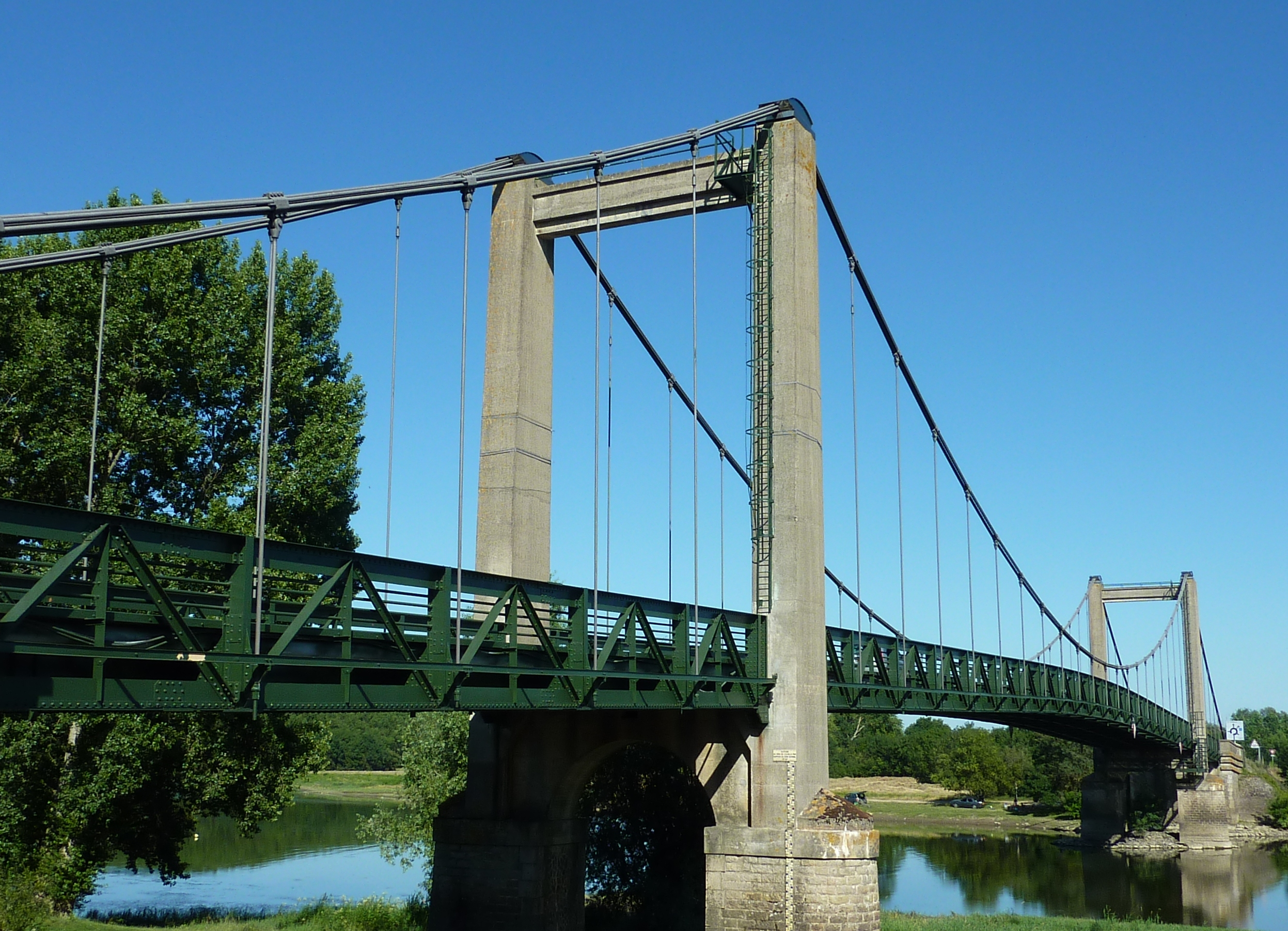
Pont routier de Bouchemaine.

### Équipements culturels
Les Boîtes à Culture (les BAC) sont l'espace culturel de la commune. Il se compose de trois éléments :
- La médiathèque s'étend sur deux niveaux, et compte 16 000 livres, 3 500 CD et 1 000 DVD ;
- Le hall d'accès, ouvert sur une terrasse jardin, accueille des expositions ;
- La salle d'animation, avec une capacité d'accueil de 120 personnes, reçoit des projections de films, des conférences et divers spectacles[52].

En 2014, la 12e édition du concours angevin Prix de l'architecture, organisé par le conseil d'architecture, d'urbanisme et d'environnement (CAUE) et le conseil général de Maine-et-Loire, récompense la médiathèque.

### Aménagements sportifs
La ville comprend plusieurs complexes sportifs dont le stade du Artaud.

### Personnalités liées à la commune
- René Gasnier, pionnier de l'aéronautique française, qui termina sa vie au château Le Fresnes.